# Maria Houmeniouk
Maria Houmeniouk (née Kouzemko le 26 février 1948, village de Bouryakivka, de l'oblast de Ternopil, RSS d'Ukraine), est une femme politique romancière et activiste ukrainienne.

## Biographie
Elle fait ses études à l'Institut pédagogique de Ternopil. En 1991, elle épouse B. Houmeniouk, membre du NSPU. Elle est correspondante du journal Rovesnyk en 1975, responsable de Memorial pour la région de Donetsk de 1989 à 1991, député de Moldavie[pas clair].
En 1990, elle était élue au conseil régional de l'oblast de Ternopil, puis membre de la Rada d'Ukraine pour sa première convocation.

## Autrice
- Religion and critique : Jacques Ellul's concept in the perspective of general pedagogy[3]. Un roman Rose noire (Чорна троянда) mais surtout dans des magazines comme L'Ukraine littéraire ou Femme soviétique, (Літературна Україна, Радянська жінка). Elle est membre de la NCPU.